# Momadu Lamin Saho
Momadu Lamin Saho (* 12. Dezember 1932 in Bathurst; † 1993) war ein gambischer Politiker der Fortschrittlichen Volkspartei PPP (People’s Progressive Party), der unter anderem zwischen 1968 und 1982 Generalstaatsanwalt und Justizminister war.

## Leben
Momadu Lamin Saho war ein aus dem Volk der Wolof stammender Muslim und Sohn eines Koran-Gelehrten. Er besuchte zwischen 1946 und 1951 die Methodist Boys’s High School und begann 1949 seine berufliche Laufbahn als Mitarbeiter der Landwirtschaftsbehörde. Im Anschluss absolvierte er ein Studium am Fourah Bay College in Freetown und wurde nach dessen Beendigung nach seiner Rückkehr im Januar 1955 Verwaltungsbeamter in der Kolonie Britisch-Gambia. Nachdem er zwischen 1957 und 1958 Kommissar eines Distrikts war, wurde er 1959 zum stellvertretenden Ständigen Sekretär des Landwirtschaftsministeriums ernannt und engagierte sich auch als Generalsekretär der Vereinigung Leitender Verwaltungsbeamter SCSA (Senior Civil Servants’ Association). Er schloss daneben ein Studium der Rechtswissenschaften an der Universität London mit einem Bachelor of Laws (LL.B.) ab. Nach Ausrufen des Generalstreiks durch den Gewerkschaftsverband GWA (Gambia Workers’ Association) im Januar 1961, protestierte die SCSA gegen das harte Vorgehen der Kolonialverwaltung und forderte die Einsetzung einer Untersuchungskommission. Daraufhin wurde er zunächst beurlaubt und nach der Weigerung, die Kolonialverwaltung zu unterstützen, im Mai 1961 endgültig entlassen.
Anschließend setzte Saho sein Studium der Rechtswissenschaften an der Universität London fort und erhielt 1963 seine anwaltliche Zulassung als Rechtsanwalt (Barrister) bei der Anwaltskammer (Inns of Court) von Middle Temple. Im Anschluss kehrte er nach Gambia zurück und nahm eine Tätigkeit als Rechtsanwalt in Bathurst auf. 1968 wurde er als Mitglied der Fortschrittlichen Volkspartei PPP (People’s Progressive Party) als Nachfolger von Phillip Rodney Bridges zum Generalstaatsanwalt berufen. Er wurde dafür zudem notwendigerweise 1968 zum Mitglied des Repräsentantenhauses (House of Representatives) ernannt. Dazu waren zwei Gesetzesänderungen notwendig, und zwar musste zum einen die Anzahl der ernannten Parlamentsmitglieder von zwei auf vier angehoben werden, zum anderen musste das Amt des Generalstaatsanwalts zu einem Ministeramt erhoben werden. Beide Gesetzesvorhaben wurden erfolglos von der oppositionellen United Party (UP) und abtrünnigen PPP-Mitgliedern kritisiert.
Nach Abschluss dieser beiden Gesetzesänderungen wurde er als Generalstaatsanwalt ung Justizminister in das Kabinett Jawara I berufen. Dieses Ämter bekleidete er im Anschluss auch im zweiten, dritten und vierten Kabinett Jawara bis Mai 1982. Als Mitglied der sogenannten „Banjul-Mafia“ wurde er später von Sheriff Dibba beschuldigt, 1975 dessen Sturz als Vizepräsident von Gambia gesteuert zu haben.
Während des Aufstandes von Kukoi Samba Sanyang vom 30. Juli bis 5. August 1981 spielte Momadu Lamin Saho eine führende Rolle bei der Organisation des Widerstands der Regierung von Staatspräsident Dawda Jawara. Er wurde später beschuldigt, maßgeblich an den massenhaften Verhaftungen von Zivilisten und den damit verbundene Hochverratsprozessen nach dem missglückten Aufstand beteiligt gewesen zu sein. Er war zudem an den Verträgen zur Gründung der Konföderation Senegambia beteiligt,  eine Konföderation der westafrikanischen Staaten Senegal und Gambia, die vom 1. Februar 1982 bis zum 30. September 1989 bestand.
Bei den Wahlen am 4. und 5. Mai 1982 kandidierte Saho für die PPP als Nachfolger des bisherigen PPP-Kandidaten Horace R. Monday, Sr. im Wahlkreis Banjul Central für ein gewähltes Abgeordnetenmandat im Repräsentantenhaus. Er konnte sich mit 1797 Stimmen (53,28 Prozent) allerdings nur knapp gegen den UP-Bewerber Kebba W. Foon (1576 Stimmen, 46,72 Prozent) durchsetzen. Ursprünglich war erwartet worden, dass er als Nachfolger von Assan Musa Camara das Amt des Vizepräsidenten übernehmen würde. Nachdem dieses Amt am 12. Mai 1982 jedoch an Bakary Bunja Dabo gefallen war, wurde ihm lediglich das Amt als Minister für Kommunalverwaltung und Ländereien angeboten. Er nahm dieses zunächst an, verzichtete jedoch bereits am darauf folgenden Tag auf seine Ernennung. Im Anschluss nahm er seine Tätigkeit als Rechtsanwalt wieder auf und kritisierte Staatspräsident Jawara in Zeitungsinterviews. Am 7. Februar 1986 trat er aus der People’s Progressive Party (PPP) aus, nachdem drei Tage zuvor am 4. Februar 1987 bereits der frühere Vizepräsident Assan Musa Camara aus der Partei ausgetreten war. Bei den Wahlen am 11. März 1987 verzichtete er auf eine erneute Kandidatur im Wahlkreis Banjul Central, der nunmehr von Ebrima A. B. N’Jie gewonnen wurde.